# يزن السيد
 يزن السيد (23 أكتوبر 1980)- لاعب كرة قدم سابق وممثل سوري.

## حياته
ولد في مدينة دير الزور السوريةـ برز اسمه في ملاعب كرة القدم السورية لاعبَ هجوم حيث لعب في أندية سورية محلية عدة، منها: النضال، الجيش، المجد، والشرطة .

## مشواره المهني
بعد اعتزاله الوسط الرياضي انتقل للوسط الفني حيث قدّم أعمالا عدة.

### تقديم البرامج
قدّم برامج مسابقات في قناة «سما»،، ومن ثم قدّم برنامجاً يومياً يُعنى بأخبار الفن في قناة «سورية دراما»، وبرنامجا رمضانياً على الفضائية السوريةً، وحصل على وسام عنه.

### الإخراج
أخرج كليبين، وعمل كاميرا خفية بعنوان «على كيفك يا تاجر». كما ُقدّم برنامج «غداً نلتقي» في التلفزيون السوري.

## حياته الخاصة
تزوج في 11 مايو 2012 من السورية فلك الفقير ورزق منها بإبنه يعرب  في 9 أغسطس 2017 نشر خبر انفصاله عن زوجته، لكن بشكل غير رسمي وصل حكم من المحكمة الشرعية بالطلاق الرسمي والانفصال النهائي، وكانت زوجته قد طلبت الطلاق بعدما اكتشفت خيانته لها مع إحدى الفتيات، وقد رحلت عن عش الزوجية منذ أكثر من ثلاثة أشهر برفقة ابنهما «يعرب».
في مايو 2019 أعلن زواجه من لمى الرهونجي الزوجة السابقة لأنس نصري شقيق أصالة نصري وبأنهما تزوجا في العام 2018.

## من أعماله

### في السينما
- الأرواح المهاجرة : (2010)

### في التلفزيون
- عصر الجنون :( 2004)
- أحقاد خفية :( 2005)
- جرن الشاويش : (2007)
- الخط الأحمر  : (2008)
- طريق النحل  : (2009) بدور "مازن"
- قلوب صغيرة  : (2009) بدور "نسيم"
- سفرة الحجارة  : (2009) بدور "عمار"
- إذاعة فيتامين  : (2009) سيت كوم - بدور "سلوم طيارة"
- شتاء ساخن  : (2009) بدور "سليم"
- الخبز الحرام  : (2010) بدور "جمال"
- رايات الحق  : (2010) بدور "عاصم بن عمرو"
- ما ملكت أيمانكم  : (2010) بدور "هاني"
- الدبور: (2010) بدور "جابر"
- الدبور 2: (2011) بدور "جابر"
- العشق الحرام : (2011) بدور "مهيار"
- صايعين ضايعين : (2011) بدور "نادل مطعم"
- بنات العيلة : (2012) بدور "تيم"
- بقعة ضوء 9 : (2012)
- عمر : (2012) بدور "القعقاع بن عمرو"
- الأميمي : (2012) بدور "زهير أفندي"
- صبايا 5 : (2013)
- فتت لعبت : (2013)
- بديع وفهيم : (2013)
- طاحون الشر 2 : (2013) بدور "صبحي"
- سوبر فاميلي : (2013)
- صرخة روح : (2013)
- خواتم : (2014)
- خان الدراويش  : (2014)
- الإخوة  : (2014)
- القربان  : (2014)
- دامسكو  : (2015)
- بقعة ضوء 13  : (2015)
- فتنة زمانها : (2015)
- مآسي على قاسي : (2015)
- بانتظار الياسمين : (2015)
- دنيا 2 : (2015) بدور "سامي"
- في ظروف غامضة : (2015)
- فارس وخمس عوانس : (2015) بدور "حازم"
- صرخة روح 3 : (2016)
- مذنبون أبرياء  : (2016)
- صرخة روح 4  : (2016)
- خاتون  : (2016) بدور "خالد"
- الخان  : (2016)
- غبار الجوري  : (2017) بدور "أبو عاجوقة"
- بقعة ضوء 13  : (2017)
- خاتون 2  : (2017) بدور "خالد"
- جنان نسوان  (2017)
- سنة أولى زواج (2017)
- الإمام  : (2017) بدور "الواثق بالله"
- باب الحارة 9  : (2017) بدور "بشير"
- أبناء العلقة :(2018)
- آخر الليل :(2019)
- حرملك :(2019)
- ومضات :(2019)
- عن الهوى والجوى :(2019)
- ممالك النار :2019
- حركات بنات :2020
- حرملك 2 :2020
- ع الحلوة والمرة (2021) بدور "مجد رسلان”
- كسر عضم (2022
- حوازيق (2022)

## روابط خارجية
- يزن السيد على موقع قاعدة بيانات الأفلام العربية